# Saint-Laurent (Alta Garonna)
Saint-Laurent è un comune francese di 169 abitanti situato nel dipartimento dell'Alta Garonna nella regione dell'Occitania.

## Società

### Evoluzione demografica
Abitanti censiti